# Писарівка (потік)
Писарівка (рос. Писаревка) — гірський потік в Україні, у Сколівському районі Львівської області у Галичині. Правий доплив Опору, (басейн Дністра).

## Опис
Довжина потоку приблизно 2,53 км, найкоротша відстань між витоком і гирлом — 2,45 км, коефіцієнт звивистості потоку — 1,03. Потік тече у гірському масиві Сколівські Бескиди (зовнішня смуга Українських Карпат).

## Розташування
Бере початок на південно-східних схилах гори Явірник (1128,6 м). Тече переважно на північний схід і на західній стороні від села Опорець впадає у річку Опір, праву притоку Стрию.

## Цікавий факт
- Неподалік від верхів'я потоку лежить заповідне урочище Явірник.